# Chrysodeixis taiwani
Chrysodeixis taiwani là một loài bướm đêm trong họ Noctuidae.

## Hình ảnh

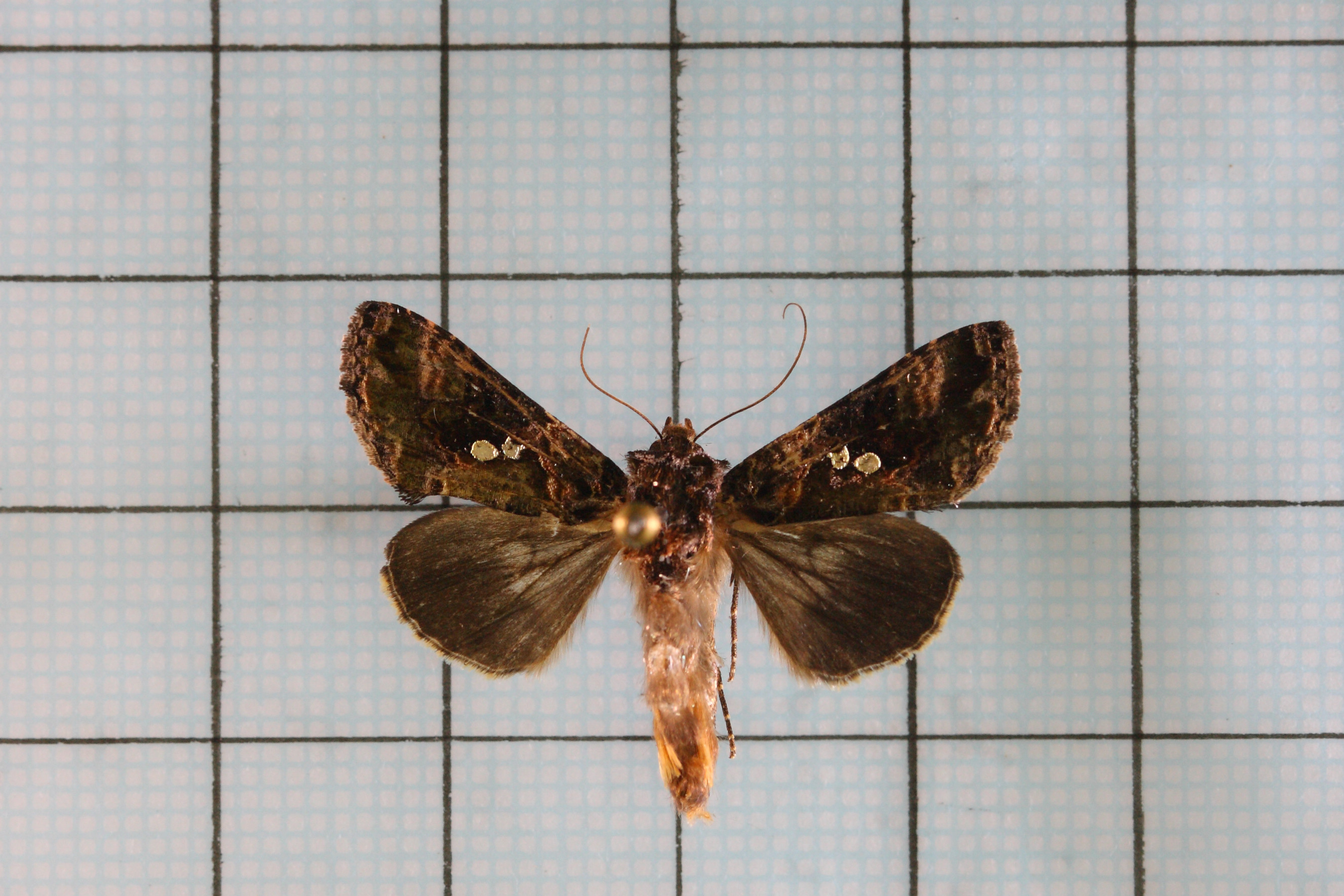